# 韓允中
韓允中（814年—875年1月3日），或作韩允忠，本名韓君雄，賜名允中，唐朝将领，在一次兵变中控制了魏博镇并成为其节度使，实质独立于朝廷。

## 背景
韩君雄生于唐宪宗年间的814年，是魏博军部魏州人氏。父韓國昌长期在魏博节度使何弘敬手下为右职，韩君雄也因而在年轻时就得以在军中效力，升裨校，在唐武宗年间的833年—834年间和父亲一同参与了何弘敬协助朝廷军队讨伐不经朝廷许可，就自命昭義節度使的刘稹之战。

## 夺取魏博
何弘敬的儿子何全皞继任为节度使，唐懿宗咸通十一年（870年）八月，他严刑峻法，又传言他要削减士兵在衣食上的补贴。士兵兵变，何全皞逃跑时被杀。士兵推举韩君雄为留后。由于相邻的成德节度使王景崇的支持，九月，懿宗授韩君雄银青光禄大夫、左散骑常侍、兼御史中丞，充节度观察留后，而任皇子普王李儼为遥领的名义节度使。十二年（871年）正月，进副大使，转检校工部尚书、魏州大都督府长史、充魏博节度观察等使。
三迁至检校司空。十四年（873年），唐懿宗驾崩，李儼继位，即唐僖宗。僖宗刚登基即授韩君雄等节度使为同中書門下平章事，还为韩君雄赐名允中。
乾符元年（874年）十一月，韩允中去世。士兵推举他任副节度使的儿子韓簡继任，唐僖宗认可了。韩允中得册赠司徒，累赠太尉。

## 家族
- 曾祖父韩朝，魏博临清镇都知兵马使
- 祖父（名阙），（阙文）夫、检校太子宾客、使持节相州诸军事、守相州刺史、充本州防御使、御史中丞，赠工部尚书
- 祖母张氏，追封清河郡太君
- 父韩国昌，银青光禄大夫、检校国子祭酒、使持节贝州诸军事、守贝州刺史、充本州防御使，兼御史中丞，赠兵部尚书
- 母吴氏，追封凉国太夫人
- 妻刘氏，追封彭城郡太君，早逝
- 继妻靳氏，封清河郡君，先韩允中而亡
- 长子韩简，（阙文）军、守左金吾卫大将军员外置同正员、检校尚书右仆射兼魏州大都督府长史、御史大夫、上柱国、赐紫金鱼袋
- 次子韩记，前魏州都督府文学
- 三子韩谏，亲事将军[9]

## 延伸阅读
[在维基数据编辑]
 《舊唐書·卷181》，出自刘昫《舊唐書》
 《新唐書/卷210》，出自《新唐書》